# Zoom deportivo
Zoom deportivo fue un programa de televisión chileno de tipo deportivo. Contó con la conducción de Sergio Livingstone, Pedro Carcuro y Fernando Solabarrieta. Era transmitido los domingos aproximadamente a la medianoche por Televisión Nacional de Chile. Zoom deportivo ha sido uno de los programas deportivos con más tiempo al aire de la televisión chilena,[cita requerida] con más de 26 años en las pantallas de TVN.

## Historia
El nombre del programa fue explicado en su primera emisión del día domingo 31 de marzo de 1985, por su conductor Sergio Livingstone:

Buenas noches, Zoom deportivo. ¿Por qué Zoom deportivo?, ustedes lo vieron (en la presentación del programa). Es un lente muy especial, que acerca las cosas hasta ver el detalle más mínimo, o al mismo tiempo, puede comenzar del detalle más mínimo y se abre para ver el contexto en que ese detalle está inserto; el zoom in, y el zoom out. Así se llama nuestro programa, que todos los domingos luego de Best Sellers lo tendrá en sus pantallas.
Sergio Livingstone, en la primera edición de Zoom deportivo, 31 de marzo de 1985.

El domingo 27 de diciembre de 2009, el periodista y conductor de televisión Jorge Hevia se despidió del Zoom deportivo y también de las pantallas de Televisión Nacional de Chile, después de casi 24 años trabajando en el canal. Durante el Mundial de Sudáfrica 2010, el programa se llamó Zoom mundial.
El último episodio de Zoom deportivo fue emitido el domingo 25 de diciembre de 2011. A principios de 2012, se anunció que el programa no iba a continuar al aire durante ese año. [cita requerida] En su reemplazo, se emitió el programa llamado La noche del fútbol, estrenado el 4 de marzo de 2012.[cita requerida] Unos meses más tarde, el 11 de septiembre, el conductor insigne del programa, Sergio Livingstone, falleció a la edad de noventa y dos años. La noche del fútbol finalizó el 30 de diciembre de 2012. El 31 de marzo de 2013, debutó Domingo de goles, programa donde se mostraban todos los goles del campeonato nacional.

## Integrantes
- Sergio Livingstone Pohlhammer (marzo 1985-diciembre 2011, conductor principal y comentarista de Fútbol Chileno)
- Pedro Carcuro Leone (marzo 1985-enero 1996, comentarista de Fútbol Chileno, coconductor y conductor suplente)
- Héctor Vega Onesime (marzo-julio 1985, comentarista de Fútbol)
- Víctor Eduardo "Cañón" Alonso Raggio (marzo 1985-enero 1986, periodista)
- Carlos Pinto Sepúlveda (marzo-octubre 1985, abril-julio 1988, marzo-julio 1989; periodista)
- Manuel Somarriva Lira (marzo 1985-enero 1995, comentarista de Hípica)
- Jorge Hevia Flores (marzo-diciembre 1985, abril-septiembre 1992, octubre 2008-diciembre 2009; periodista y coconductor)
- Agustín Inostroza Céspedes "Tío Agustín" (marzo 1985-enero 1986, locutor en off)
- Alejandro Schmauk Oecklers (abril 1985-diciembre 1994, comentarista de Automovilismo)
- Nicolás Vergara Varas (1985, comentarista de Automovilismo)
- Juan Ostoic (1985, comentarista de Básquetbol)
- Eduardo Bruna Hidalgo (1985, comentarista de Boxeo)
- Alfredo Silva (1985, comentarista de Atletismo)
- Michael Müller Salomón (octubre 1985-enero 1991, octubre-diciembre 1996, periodista, comentarista de Fútbol Chileno y coconductor suplente)
- Guillermo Muñoz Rodríguez (octubre 1985-enero 1990, periodista)
- Rodolfo Herrera Llantén (marzo 1986-enero 1988, locutor en off)
- Eduardo Tastets Díaz (marzo 1986-enero 1990, 2001-2002, periodista)
- Jorge Abuhadba Merino (marzo 1986-enero 1990, periodista)
- Juan Rauld (marzo 1986-enero 1987, periodista)
- Gazi Jalil Trebotic (1986-1988, periodista)
- Guillermo Yunge Taulis (1986, periodista)
- María Cristina Arancibia Hohmann (1986, periodista)
- Nancy Castillo Ubilla (1986, periodista)
- Benjamín Palacios Urzúa (julio-diciembre 1986, marzo 1987-enero 1988, abril 1990-enero 1991; locutor en off)
- Mario Gasc Opazo (noviembre 1986-diciembre 2000, comentarista de Arbitrajes de Fútbol en la recordada sección de Las jugadas polémicas)
- Juan Guillermo Vivado (enero 1987, locutor en off)
- Eduardo Cruz Johnson (enero 1987, enero-marzo 1988; locutor en off)
- Mario Ignacio Artaza (1987-enero 1988, periodista)
- Santiago Pavlovic (1987, periodista)
- Gastón de Villegas Contreras (abril 1988-febrero 1990, periodista y locutor en off)
- Elías Figueroa (agosto 1988-enero 1989, comentarista de Fútbol internacional)
- Sebastián Saldaña Villalba (1988, 2002-2004, periodista)
- Jorge Hans del Valle (1988-1989, periodista)
- Gabriel Castro (1988-1990, corresponsal en España)
- Ignacio Espinoza Madrid (1988-1989, corresponsal en Estados Unidos)
- Julio López Blanco (1989, periodista)
- Patricio de la Barra Nazif (1989, corresponsal en Brasil)
- Juan Manuel Ramírez Barrenechea (octubre 1989-febrero 1990, marzo 1998-enero 2003, periodista, comentarista y editor periodístico)
- Claudio Espejo Suazo (abril 1990-enero 1991, periodista)
- Felipe Bianchi (abril-mayo 1990, periodista)
- Alfonso "Poncho" Pérez Rave (abril 1991-marzo 1995, locutor en off)
- Nancy Farías (1992, periodista)
- Alejandro Machuca Carvajal (abril 1991-diciembre 2000, periodista y editor periodístico)
- Rodrigo Sánchez (abril 1991-enero 1994, periodista)
- Deborah Bailey Vera (julio 1992-agosto 1996, periodista)
- Fernando Solabarrieta (febrero 1993-diciembre 2000; 2007-2011, periodista y conductor)
- Rodrigo Muñoz Valdés (abril 1993-diciembre 2002, estadístico)
- Aldo Rómulo Schiappacasse Cambiaso (marzo 1994-septiembre 1997, editor periodístico, comentarista de Fútbol Chileno y conductor suplente)
- Juan Pablo Flores (marzo 1994-enero 1996, periodista)
- Claudio Bustíos Abarzúa (febrero 1995-agosto 1998, periodista)
- Cristián Briceño Pérez de Arce (febrero 1995-diciembre 1996, periodista)
- Pablo Flamm Zamorano (febrero 1995-diciembre 1996, periodista)
- Ignacio Corvalán (febrero 1995-abril 1996, periodista)
- Karim Nur Turra (abril 1995-diciembre 2000, periodista)
- Jaime Muñoz Villarroel (abril 1995-diciembre 1998, locutor en off)
- Carolina Guerra (abril-octubre 1996, periodista)
- Esteban Salinero Montecinos (julio-diciembre 1996, periodista)
- Monserrat Pino (julio-octubre 1996, periodista)
- Darío Cuesta Cristóbal (febrero 1997-septiembre 2008, periodista y editor periodístico)
- Sebastián Véliz (febrero-octubre 1997, periodista)
- Cristián Urbina Salgado (abril-diciembre 1997, periodista)
- Pablo Vargas Zec (agosto-diciembre 1997, periodista)
- Patricio Yáñez (octubre 1997-diciembre 2005, comentarista de fútbol y coconductor)
- Juan Ramón Cid Vásquez "J.R." (julio 1998-diciembre 2000, periodista y relator)
- Rocío Ravest (julio 1998-diciembre 2000, periodista)
- Kareen Reyes (marzo-septiembre 2000, locutora en off)
- Cristián Fontecilla Yáñez (marzo 2001-diciembre 2011, locutor en off)
- Rodrigo Vera (2001-2004, periodista)
- Camilo Zamora (2002-2005, periodista)
- Carlos Baier Stevenson (2003-2007, periodista)
- Gustavo Huerta Ardiles (2004-diciembre 2011, periodista)
- Juan Cristóbal Guarello (octubre 2004-diciembre 2008, comentarista de fútbol y coconductor)
- Cristián Arriagada
- Pablo Vera (2010-2011, periodista)
- Enzo Olivera (2010-2011, periodista)
- Verónica Bianchi
- David Osorio (corresponsal en Inglaterra, 2010-2011)